# Copa Heineken 1998-99
La Copa de Campeones Europeos de Rugby 1998–99 fue la 4.ª edición de la máxima competición continental.

## Desarrollo
16 fueron los equipos participantes esta vez, divididos en 4 grupos de 4, para afrontar la primera fase de la competición, la fase de grupos. Tras las 6 jornadas correspondientes a esta primera fase, los 2 primeros de cada grupo disputaron los cuartos de final a partidos único, las semifinales y la final. 
En esta 4.ª edición del torneo participaron 5 equipos franceses, 4 galeses, 3 irlandeses, 2 italianos y 2 escoceses. Como en la edición Copa Heineken 1995–96, las disputas entre la Rugby Football Union y la Rugby Europe provocaron que los equipos ingleses no participasen en ninguna competición europea. Por su parte, Cardiff RFC y Swansea RFC tampoco participaron en esta edición del torneo por sus disputas con la Welsh Rugby Union.

### Play–offs
Los 2 primeros equipos de cada grupo se clasificaron para cuartos de final, en los cuales los líderes de grupo jugaron como locales contra los segundos de grupo. Las semifinales se jugaron también el campo de los mejores clasificados en la fase de liguilla. La final se disputó el 30 de enero de 1999 en el estadio Lansdowne Road de Dublín ante 49.000 espectadores. Ulster Rugby se coronó como cuarto Campeón de Europa.

## Fase de grupos
| \| GRUPO 1 \| |                |     |     |     |     |     |      |      |
| | Equipo         | Pts | Jug | Gan | Emp | Per | Ens+ | +/-  |
| 1 | Stade Français | 10  | 6   | 5   | 0   | 1   | 27   | +102 |
| 2 | Llanelli RFC   | 6   | 6   | 3   | 0   | 3   | 12   | -67  |
| 3 | Leinster       | 4   | 6   | 2   | 0   | 4   | 17   | +17  |
| 4 | Begles Burdeos | 4   | 6   | 2   | 0   | 4   | 11   | -52  |
| Ens+ son ensayos a favor. +/- es la diferencia de puntos anotados a favor y en contra. Esos son los criterios de desempate por ese orden. Victoria = 2 puntos. Empate = 1 punto. |                |     |     |     |     |     |      |      |
| GRUPO 1 |                |     |     |     |     |     |      |      |

| GRUPO 1 |

| Jornada | _____Local_____ | Resultado | ___Visitante___ |
| ------- | --------------- | --------- | --------------- |
| 1       | Llanelli        | 27-'33    | Leinster        |
| 1       | Begles          | 28-39     | Stade Français  |
| 2       | Leinster        | 17-28     | Stade Français  |
| 2       | Llanelli        | 22-10     | Begles          |
| 3       | Leinster        | 9-3       | Begles          |
| 3       | Stade Français  | 49-3      | Llanelli        |
| 4       | Stade Français  | 56-31     | Leinster        |
| 4       | Begles          | 48-10     | Llanelli        |
| 5       | Llanelli        | 17-13     | Stade Français  |
| 5       | Begles          | 31-10     | Leinster        |
| 6       | Leinster        | 27-34     | Llanelli        |
| 6       | Stade Français  | 34-21     | Begles          |

| \| GRUPO 2 \| |           |        |         |           |         |          |      |      |
| | Equipo    | Puntos | Jugados | Victorias | Empates | Derrotas | Ens+ | +/-  |
| 1 | Perpignan | 10     | 6       | 5         | 0       | 1        | 35   | +130 |
| 2 | Munster   | 9      | 6       | 4         | 1       | 1        | 17   | +36  |
| 3 | Neath RFC | 3      | 6       | 1         | 1       | 4        | 14   | -76  |
| 4 | Petrarca  | 2      | 6       | 1         | 0       | 5        | 8    | -90  |
| Ens+ son ensayos a favor. +/- es la diferencia de puntos anotados a favor y en contra. Esos son los criterios de desempate por ese orden. Victoria = 2 puntos. Empate = 1 punto. |           |        |         |           |         |          |      |      |
| GRUPO 2 |           |        |         |           |         |          |      |      |

| GRUPO 2 |

| Jornada | _____Local_____ | Resultado | ___Visitante___ |
| ------- | --------------- | --------- | --------------- |
| 1       | Munster         | 20-13     | Petrarca        |
| 1       | Neath           | 33-51     | Perpignan       |
| 2       | Munster         | 34-10     | Neath           |
| 2       | Perpignan       | 67-8      | Petrarca        |
| 3       | Perpignan       | 41-24     | Munster         |
| 3       | Petrarca        | 28-17     | Neath           |
| 4       | Neath           | 18-18     | Munster         |
| 4       | Petrarca        | 6-14      | Perpignan       |
| 5       | Munster         | 13-5      | Perpignan       |
| 5       | Neath           | 16-3      | Petrarca        |
| 6       | Perpignan       | 60-24     | Neath           |
| 6       | Petrarca        | 21-35     | Munster         |

| \| GRUPO 3 \| |               |        |         |           |         |          |      |      |
| | Equipo        | Puntos | Jugados | Victorias | Empates | Derrotas | Ens+ | +/-  |
| 1 | Ulster        | 9      | 6       | 4         | 1       | 1        | 23   | +29  |
| 2 | Toulouse      | 8      | 6       | 4         | 0       | 2        | 31   | +131 |
| 3 | Edinburgh     | 5      | 6       | 2         | 1       | 3        | 21   | +33  |
| 4 | Ebbw Vale RFC | 2      | 6       | 1         | 0       | 5        | 11   | -193 |
| Ens+ son ensayos a favor. +/- es la diferencia de puntos anotados a favor y en contra. Esos son los criterios de desempate por ese orden. Victoria = 2 puntos. Empate = 1 punto. |               |        |         |           |         |          |      |      |
| GRUPO 3 |               |        |         |           |         |          |      |      |

| GRUPO 3 |

| Jornada | _____Local_____ | Resultado | ___Visitante___ |
| ------- | --------------- | --------- | --------------- |
| 1       | Ulster          | 38-38     | Edinburgh       |
| 1       | Toulouse        | 108-16    | Ebbw Vale       |
| 2       | Edinburgh       | 41-17     | Ebbw Vale       |
| 2       | Toulouse        | 39-3      | Ulster          |
| 3       | Ebbw Vale       | 28-61     | Ulster          |
| 3       | Edinburgh       | 25-29     | Toulouse        |
| 4       | Ulster          | 29-24     | Toulouse        |
| 4       | Ebbw Vale       | 16-43     | Edinburgh       |
| 5       | Ulster          | 43-18     | Ebbw Vale       |
| 5       | Toulouse        | 23-11     | Edinburgh       |
| 6       | Ebbw Vale       | 19-11     | Toulouse        |
| 6       | Edinburgh       | 21-23     | Ulster          |

| \| GRUPO 4 \| |                     |        |         |           |         |          |      |     |
| | Equipo              | Puntos | Jugados | Victorias | Empates | Derrotas | Ens+ | +/- |
| 1 | US Colomiers        | 8      | 6       | 4         | 0       | 2        | 22   | +55 |
| 2 | Pontypridd RFC      | 6      | 6       | 3         | 0       | 3        | 13   | +19 |
| 3 | Benetton Treviso    | 6      | 6       | 3         | 0       | 3        | 13   | -8  |
| 4 | Glasgow Caledonians | 4      | 6       | 2         | 0       | 4        | 10   | -66 |
| Ens+ son ensayos a favor. +/- es la diferencia de puntos anotados a favor y en contra. Esos son los criterios de desempate por ese orden. Victoria = 2 puntos. Empate = 1 punto. |                     |        |         |           |         |          |      |     |
| GRUPO 4 |                     |        |         |           |         |          |      |     |

| GRUPO 4 |

| Jornada | _____Local_____ | Resultado | ___Visitante___ |
| ------- | --------------- | --------- | --------------- |
| 1       | Benetton        | 19-22     | Colomiers       |
| 1       | Glasgow         | 21-43     | Pontypridd      |
| 2       | Pontypridd      | 32-27     | Colomiers       |
| 2       | Benetton        | 34-15     | Glasgow         |
| 3       | Pontypridd      | 13-22     | Benetton        |
| 3       | Colomiers       | 34-16     | Cardiff         |
| 4       | Colomiers       | 35-21     | Pontypridd      |
| 4       | Glasgow         | 40-27     | Benetton        |
| 5       | Benetton        | 33-19     | Pontypridd      |
| 5       | Glasgow         | 26-17     | Colomiers       |
| 6       | Colomiers       | 41-7      | Benetton        |
| 6       | Pontypridd      | 32-3      | Glasgow         |

## Fase final[1]
|  | Cuartos de final   | Cuartos de final | Cuartos de final   |                |                    | Semifinales | Semifinales | Semifinales |  |                    | Final  | Final | Final |  |
|  |                    |                  |                    |                |                    |             |             |             |  |                    |        |       |       |  |
|  |                    |                  |                    |                |                    |             |             |             |  |                    |        |       |       |  |
|  | Bandera de Irlanda | Ulster           | 15                 |                |                    |             |             |             |  |                    |        |       |       |  |
|  | Bandera de Irlanda | Ulster           | 15                 |                |                    |             |             |             |  |                    |        |       |       |  |
|  | Bandera de Francia | Toulouse         | 13                 |                |                    |             |             |             |  |                    |        |       |       |  |
|  | Bandera de Francia | Toulouse         | 13                 |                | Bandera de Irlanda | Ulster      | 33          |             |  |                    |        |       |       |  |
|  |                    |                  |                    |                | Bandera de Irlanda | Ulster      | 33          |             |  |                    |        |       |       |  |
|  |                    |                  | Bandera de Francia | Stade Français | 27                 |             |             |             |  |                    |        |       |       |  |
|  | Bandera de Francia | Perpignan        | Bandera de Francia | Stade Français | 27                 | 34          |             |             |  |                    |        |       |       |  |
|  | Bandera de Francia | Perpignan        |                    |                |                    |             |             |             |  |                    |        |       |       |  |
|  | Bandera de Gales   | Llanelli         | 17                 |                |                    |             |             |             |  |                    |        |       |       |  |
|  | Bandera de Gales   | Llanelli         | 17                 |                |                    |             |             |             |  | Bandera de Irlanda | Ulster | 21    |       |  |
|  |                    |                  |                    |                |                    |             |             |             |  | Bandera de Irlanda | Ulster | 21    |       |  |
|  |                    |                  | Bandera de Francia | Colomiers      | 6                  |             |             |             |  |                    |        |       |       |  |
|  | Bandera de Francia | Stade Français   | Bandera de Francia | Colomiers      | 6                  | 71          |             |             |  |                    |        |       |       |  |
|  | Bandera de Francia | Stade Français   |                    |                |                    |             |             |             |  |                    |        |       |       |  |
|  | Bandera de Gales   | Pontypridd       | 14                 |                |                    |             |             |             |  |                    |        |       |       |  |
|  | Bandera de Gales   | Pontypridd       | 14                 |                | Bandera de Francia | Colomiers   | 10          |             |  |                    |        |       |       |  |
|  |                    |                  |                    |                | Bandera de Francia | Colomiers   | 10          |             |  |                    |        |       |       |  |
|  |                    |                  | Bandera de Francia | Perpignan      | 6                  |             |             |             |  |                    |        |       |       |  |
|  | Bandera de Francia | Colomiers        | Bandera de Francia | Perpignan      | 6                  | 23          |             |             |  |                    |        |       |       |  |
|  | Bandera de Francia | Colomiers        |                    |                |                    |             |             |             |  |                    |        |       |       |  |
|  | Bandera de Irlanda | Munster          | 9                  |                |                    |             |             |             |  |                    |        |       |       |  |
|  | Bandera de Irlanda | Munster          | 9                  |                |                    |             |             |             |  |                    |        |       |       |  |
|  |                    |                  |                    |                |                    |             |             |             |  |                    |        |       |       |  |

### Final
| 30 de enero de 1999 | Ulster Rugby                     | 21 – 6 | Colomiers Rugby     | Lansdowne Road, Dublín,                                            |                                                                    |
|                     | Penales Mason (6) Drop Humphreys |        | Penales Labit Carré | Asistencia: 49.000 espectadores Árbitro(s): Clayton Thomas (Gales) | Asistencia: 49.000 espectadores Árbitro(s): Clayton Thomas (Gales) |

|                                |
| Campeón Ulster Rugby 1° Título |